# Абдијеве пустоловине
Абдијеве пустоловине је сликовница коју је написала америчка забављачица Мадона. Објављена је 8. новембра 2004. године од стране издавачке куће Callaway Arts & Entertainment. Књига је морална прича инспирисана 300 година старом причом рабина Бал Шем Това, коју је Мадона чула од свог учитеља кабале. Прича причу о Абдију који је добио задатак да краљици испоручи драгоцену огрлицу. Мадону је да напише Абдијеве пустоловине инспирисала радња у Али Баби и четрдесет разбојника и другим народним причама из Хиљаду и једне ноћи. Објављена у тврдом повезу од 32 странице, књигу су илустровали руски сликари Олга Дугина и Андреј Дугин. Мадона је промовисала објављивање појављивањем на догађајима потписивања књига, као и у телевизијским емисијама. Абдијеве пустоловине су критиковане због оријенталистичког изгледа и промоције кабале деци. Илустрације су добиле позитивне критике.

## Сажетак
У далекој земљи живео је дечак по имену Абди. Био је сироче којег је одгајио златар Илај. Једног дана, Илај је добио задатак да направи огрлицу за краљицу. Када је огрлица била завршена, Илај ју је дао Абдију за путовање у краљевску палату и поклонио је краљици за њен рођендан. Дечак започиње своје путовање преко пустиње. Једне ноћи, док је спавао, Абдија опљачкају два бедуина, украду огрлицу и замене је живом змијом. Несвестан крађе, Абди стиже до палате и упознаје краља где се змија открива у Абдијевој торби. Видевши то, краљ се јако узнемири и наређује да се дечак баци у тамницу.
Илај сазнаје шта се десило Абдију и жури да стигне до палате недељу дана касније. Захваљујући својој вери и искрености, успева да убеди краља да ће се, након што стави змију око краљичиног врата, она претворити у дијамантску огрлицу. Док краљица ставља змију око свог врата, она полако постаје драгоцена огрлица. Краљ је импресиониран и ослобађа Абдија, награђујући њега и Илаја. Вест о Абдијевој и Илајевој магичној огрлици стиже до два бедуина који су украли оригиналну од Абдија. Стижу до краљевске палате и виде краља са великом торбом пуном правих змија. Међутим, змије нису биле претворене у накит, већ су уплашиле краљицу. Разјарени краљ наређује да их заувек баце у тамницу.

## Позадина и писање
Мадона је 2003. године потписала уговор са Callaway Arts & Entertainment за серију од пет дечјих књига. Објаснила је да се свака књига бави „проблемима са којима се суочавају сва деца... Надамо се да постоји лекција која ће помоћи деци да болне или страшне ситуације претворе у искуства учења“. Прва три издања била су Енглеске руже (септембар 2003), Јабуке господина Пибодија (новембар 2003), и Јаков и седам лопова (јун 2004). Сва три су се нашла на листи бестселера The New York Times. Кумулативно, три књиге су продате у преко 1,5 милиона примерака широм света. Калавеј је најавио да ће четврта књига у серијалу, Абдијеве пустоловине бити објављена 8. новембра 2004.
Као и на претходним издањима, Мадону је поново инспирисала 300 година стара прича рабина Бал Шем Това коју је чула од свог учитеља Кабале и желела је да подели њену „суштину“. „Моћ сигурности је безгранична“, написала је певачица у предговору, позивајући се на реченицу коју је лик Илај изговорио Абдију. У интервјуу за The Times, Мадона је објаснила да је инспирисана радњом у Али Баби и четрдесет разбојника и другим народним причама из Хиљаду и једне ноћи, и да је желела да створи нешто у том жанру. Укључила је кабалистички принцип сигурности у причу са идејом да се могу „превазићи све препреке и изазови у нашим животима ако их доживљавамо као благослове, а не као клетве, ако прихватимо да су стигли у наше животе да нас науче нечему вредном“.
Књига Абдијеве пустоловине објављена је у тврдом повезу од 32 странице. Мадона је сарађивала са руским илустраторима Олгом Дугином и Андрејем Дугином. Ово је био први пут да су радили са савременим писцем и то им је пружило „неколико уметничких могућности - да прикажу пустињу, палату, малу кућу у којој је старац правио накит“. Пару је требало скоро четири месеца да заврши илустрације. Прво су одлучили о „најзанимљивијим“ деловима приче и прикупили истраживачке материјале из библиотека и музеја. На основу њих су направили грубе скице. Андреј је радио цртеже док их је Олга сликала. Омиљена илустрација пара била је она која приказује краљицу како испробава огрлицу, јер су могли да прикажу „много чудних ликова. Могли смо да испричамо причу која није испричана и да наговестимо нешто много шире од самог текста“. Слика за корице књиге била је последња слика коју су завршили.

## Објављивање и пријем
Након објављивања књиге Абдијеве пустоловине, Мадона је имала неколико промотивних наступа. 12. новембра 2004. године, певачица се појавила у продавници „Селфриџис“ у Оксфорд улици у Лондону на потписивању књига. Само 250 обожавалаца који су чекали у реду изабрано је да уђе унутра. Мадона је тридесет минута читала одломке из књиге, а гледало је тридесет школске деце у публици. Појавила се у британској телевизијској емисији Ричард и Џуди, где је говорила о инспирацији и процесу писања књиге, а затим у емисији Шоу Џеремија Вајна. Мадону је 11. новембра интервјуисао Пет О'Брајен из емисије Инсајдер, а говорила је о писању књиге као начину да се деци „пружа нека врста алата за суочавање са недаћама у животу на миран начин“. У децембру је Мадона промовисала књигу у емисији Плави Петар на CBBC-ју.
Издавачки часопис Publishers Weekly критиковао је Абдијеве пустоловине због оријенталистичког карактера, јер приказује „човека са телом кобре који свира флауту док тамнопути патуљци помажу краљици млечне коже, а газела носи главу особе са турбаном“. Писац је веровао да би неки читаоци могли бити узнемирени „харемски шик приказом егзотичног Блиског истока“ и поједностављеном филозофијом. Илустрације су добиле позитивне критике, а рецензент их је назвао „раскошним“ и мешавином слика Микеланђела и Хијеронима Боша. Ауторка Сандра Л. Бекет је похвалила илустрације у својој књизи Crossover Picturebooks: A Genre for All Ages. Описала је слике као „замршено детаљне, богато текстурисане“ и веровала је да евоцира рад прошлих занатлија и мајстора. Књига се суочила са негативним реакцијама верских група које су веровале да приморава децу да прихвате учења Кабале. Стручњак за верске култове Рик Алан Рос успротивио се објављивању, рекавши да је то само „још једно проповедање Кабале прерушено у дечју књигу... То само гура Кабалу низ грло невине деце“.